# Іларіон (Прохоров)
Іларіо́н (Про́хоров), архієпи́скоп Пе́нзенський і Сара́нський (9 березня 1889, хутір Михайлівський — 27 січня 1973, м. Білопілля) — архієрей Російської православної церкви та її Українського екзархату. Хіротонізований у єпископа 1953 року. Очолював Сумську, Кіровоградську єпархії Українського екзархату, Уфимську, Іванівську, Ростовську, Пензенську єпархії Російської православної церкви.

## Біографія

### Юність
Микола Іванович Прохоров народився 9 березня 1889 на хуторі Михайлівському Сумської області у родині службовця. У 1910 році, після закінчення Курської духовної семінарії, призначений законовчителем жіночої гімназії.

### Початок служіння
У 1915 році єпископом Білгородським Никодимом (Кононовим) рукоположений у сан диякона, а потім у пресвітера і знаходився у клірі Курської єпархії. Пастирське служіння поєднував із викладацьким послухом. Був законовчителем земської та парафіяльній шкіл у селі Вощініно Курської єпархії, де служив в Успенській церкві. У 1928 році ніс обов'язки настоятеля Преображенського храму в місті Білопілля (нині територія Сумської області). Нагороджений саном протоієрея. У 1943 році овдовів.

### Архієрейське служіння
Указом Патріарха Алексія I і Священного Синоду від 8 вересня 1945 протоієрею Миколі Прохорову, після постригу у чернецтво, було визначено бути єпископом Сумським і Охтирським. 
28 вересня 1945 у Києво-Печерській Лаврі пострижений у чернецтво з ім'ям Іларіон. 30 вересня того ж року висвячений на єпископа у Володимирському соборі Києва.
У 1947 році Радянський уряд нагородив єпископа Іларіона медаллю «За доблесну працю у Великій Вітчизняній війні 1941-1945 років.» У грудні 1951 року переведений на Кіровоградську кафедру, а в листопаді 1953 року на Уфимську.
25 лютого 1957 був зведений в сан архієпископа. У 1958 році обіймав Іванівську кафедру, a 29 травня 1963 був призначений на Омськ-Тюменську.
3 жовтня 1963 знову призначений керуючим Уфимсько-Стерлітамакською єпархією. У пам'яті сибіряків владика Іларіон залишився як милостивий і чадолюбний архіпастир, який працював не шкодуючи сил, повністю віддаючи себе великому церковному служінню в ім'я Христове. Високопреосвященного Іларіона любили за ревне здійснення богослужінь і за надзвичайно живі, ясні й переконливі проповіді.
Згодом обіймав Ростовську і Пензенську кафедри. У 1970 році вийшов на спокій, і 27 січня 1973 року, на 84-му році життя помер.

### Сайти
- (рос.) Иларион (Прохоров)
- (рос.) Иларион (Прохоров) на сайте Православного Свято-Тихоновского Богословского Института [Архівовано 29 квітня 2011 у Wayback Machine.]